# Castellgalí

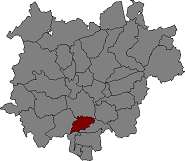
Vị trí của Castellgalí trong Bages

Castellgalí là một đô thị trong comarca Bages, tỉnh Barcelona, Catalonia, Tây Ban Nha.

## Biến động dân số
| 1900 | 1930 | 1950 | 1970 | 1986 | 2007 |
| ---- | ---- | ---- | ---- | ---- | ---- |
| 775  | 1009 | 887  | 1033 | 705  | 1611 |